# گروس گرونگس
گروس گرونگس (به آلمانی: Groß Gerungs) یک شهر در اتریش است که در ناحیه تسوتل واقع شده‌است. گروس گرونگس ۱۰۵٫۸۸ کیلومتر مربع مساحت دارد ۶۷۵ متر بالاتر از سطح دریا واقع شده‌است.